# Wacław Nowakowski (architekt)
Wacław Nowakowski (ur. 18 lutego 1888 w Regulicach, zm. 28 kwietnia 1955 w Krakowie) – polski architekt, profesor Akademii Górniczo-Hutniczej w Krakowie.

## Życiorys
Studiował na Wydziale Architektury Politechniki Lwowskiej (ukończył studia w 1912 roku). W latach 1919–1924 był architektem powiatowym w Kielcach. Od roku 1924 mieszkał w Krakowie, gdzie do 1927 był kierownikiem Działu Projektowania w Państwowej Wyższej Szkole Przemysłowej. Następnie założył własne studio architektoniczno-projektowe, które prowadził do 1945. Od 1946 był profesorem AGH, wykładowcą na Wydziale Inżynierii Lądowej.
Pochowany na cmentarzu Rakowickim w Krakowie (kwatera IX-6-7).

## Prace

### Kraków
- budynek Kasy Chorych ul. Batorego 3 – 1926
- domy Zakładu Ubezpieczeń Pracowników Umysłowych:
  - pl. Inwalidów 6 – 1926–1929[2]
  - al. Słowackiego 32, 34, 36 – 1926–1927
  - ul. Fałata 12, 14 – 1925–1928
- projekt osiedla Cichy Kącik – 1935
- wille osiedla Cichy Kącik przy ul. Domeyki 4, 5, 6, 7, 8, 9, 10, 11, 12 – 1935–1937
- dom ul. Grottgera 22 – 1936
- dom ul. Wenecja 17 – 1937

### Inne
- Kościół Niepokalanego Poczęcia Najświętszej Maryi Panny, Janów – 1921
- Kompleks budynków «Własna Strzecha» przy ulicy Energetyczniej we Lwowie – 1928–1929[3]
- Budynek Galerii Władysława Hasiora w Zakopanem (dawne sanatorium) – 1935

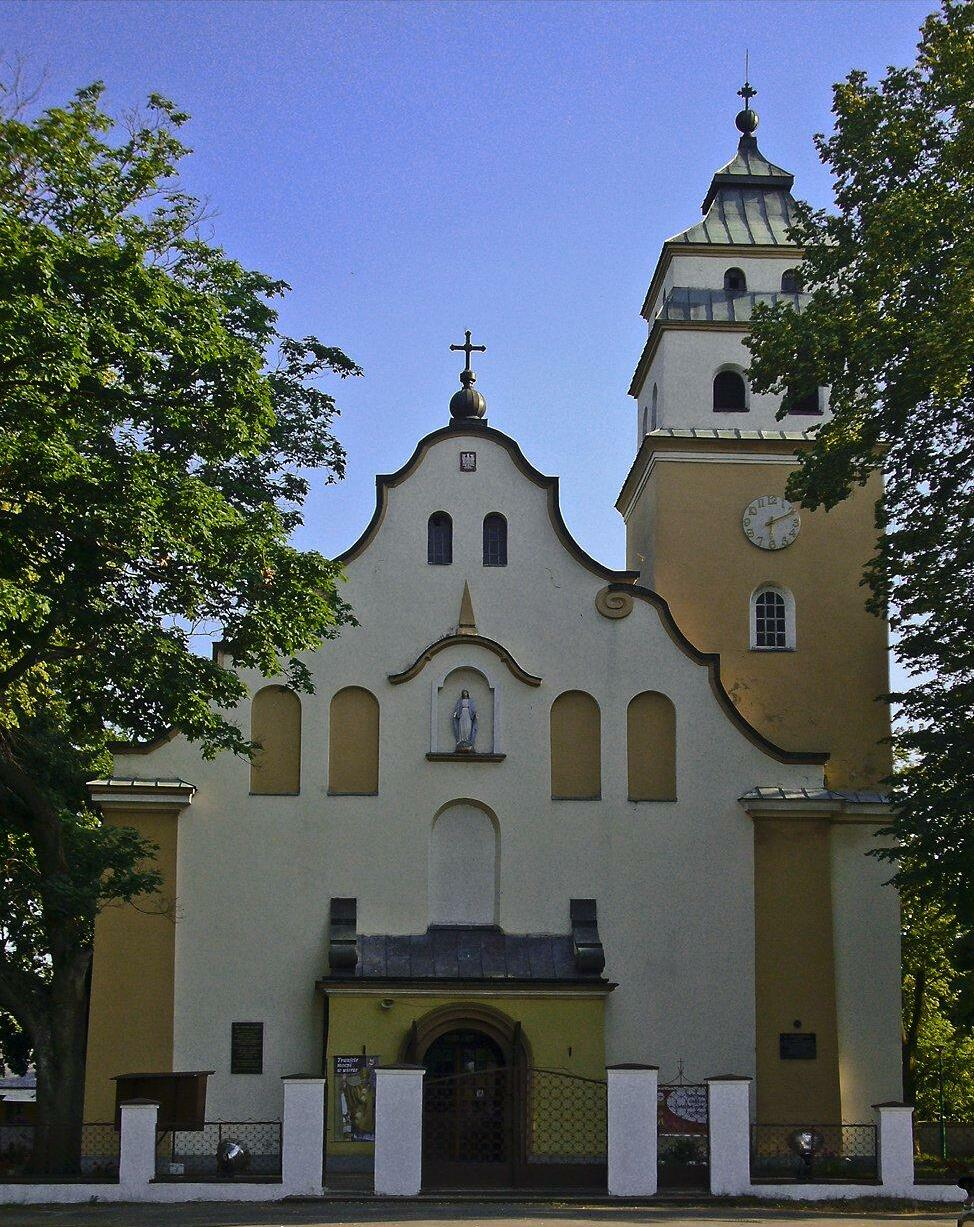
Kościół Niepokalanego Poczęcia Najświętszej Maryi Panny, 1921 Janów
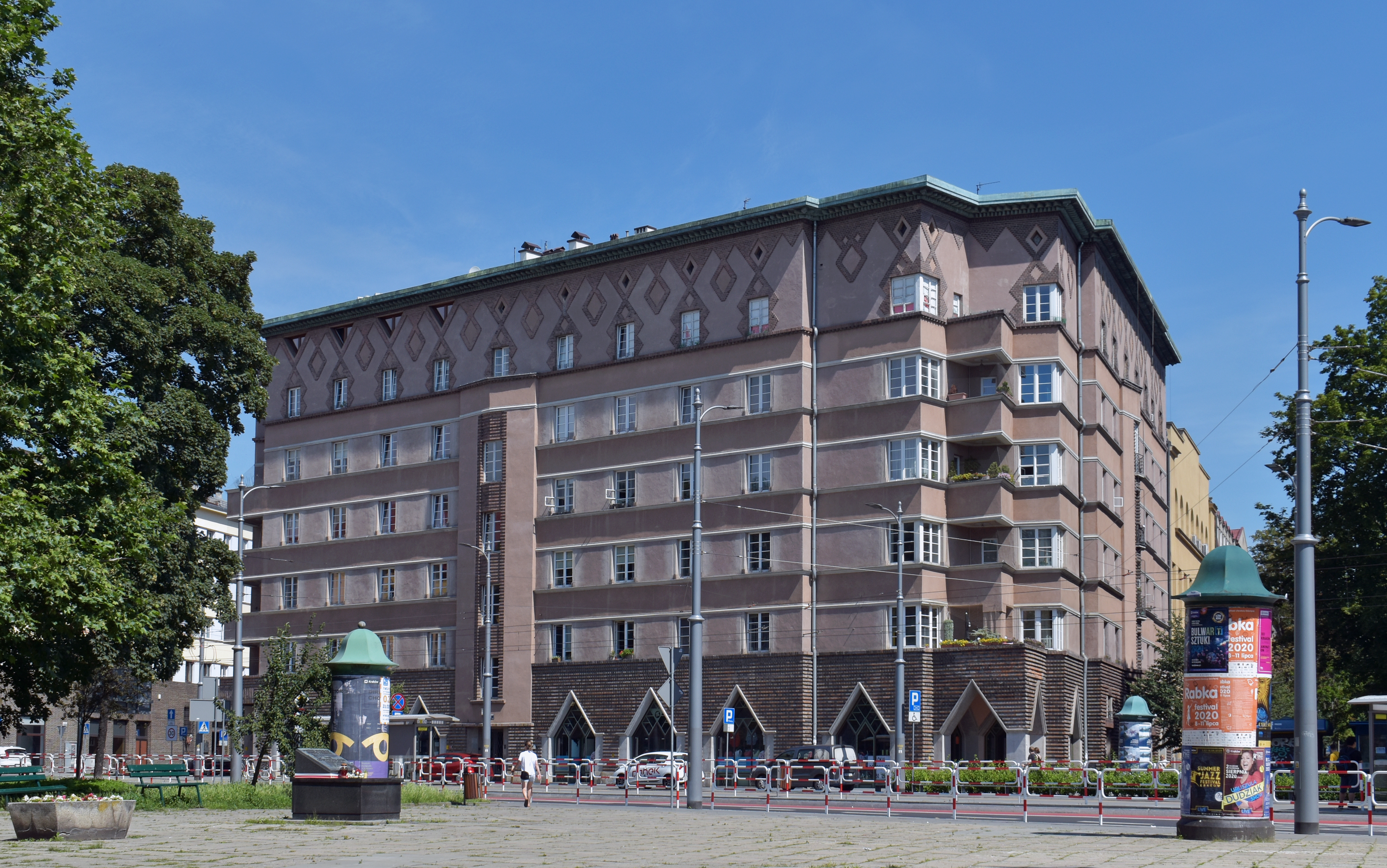
Kamienica Lwowskiego Zakładu Ubezpieczeń Pracowników Umysłowych, 1926 Kraków pl. Inwalidów 6
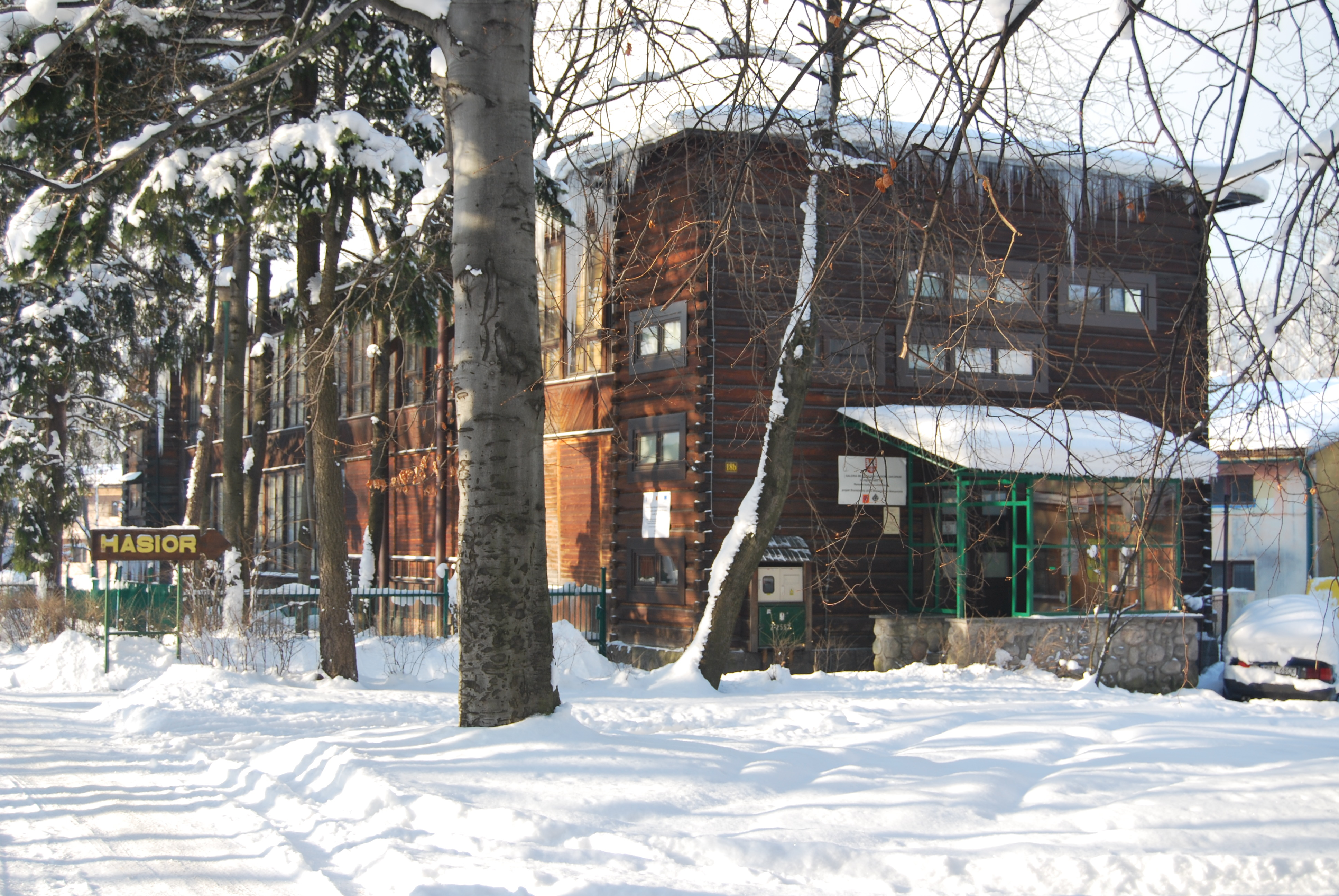
Dawna leżakownia sanatorium „Warszawianka” obecnie Galeria Władysława Hasiora, 1935 Zakopane, ul. Jagiellońska 18b
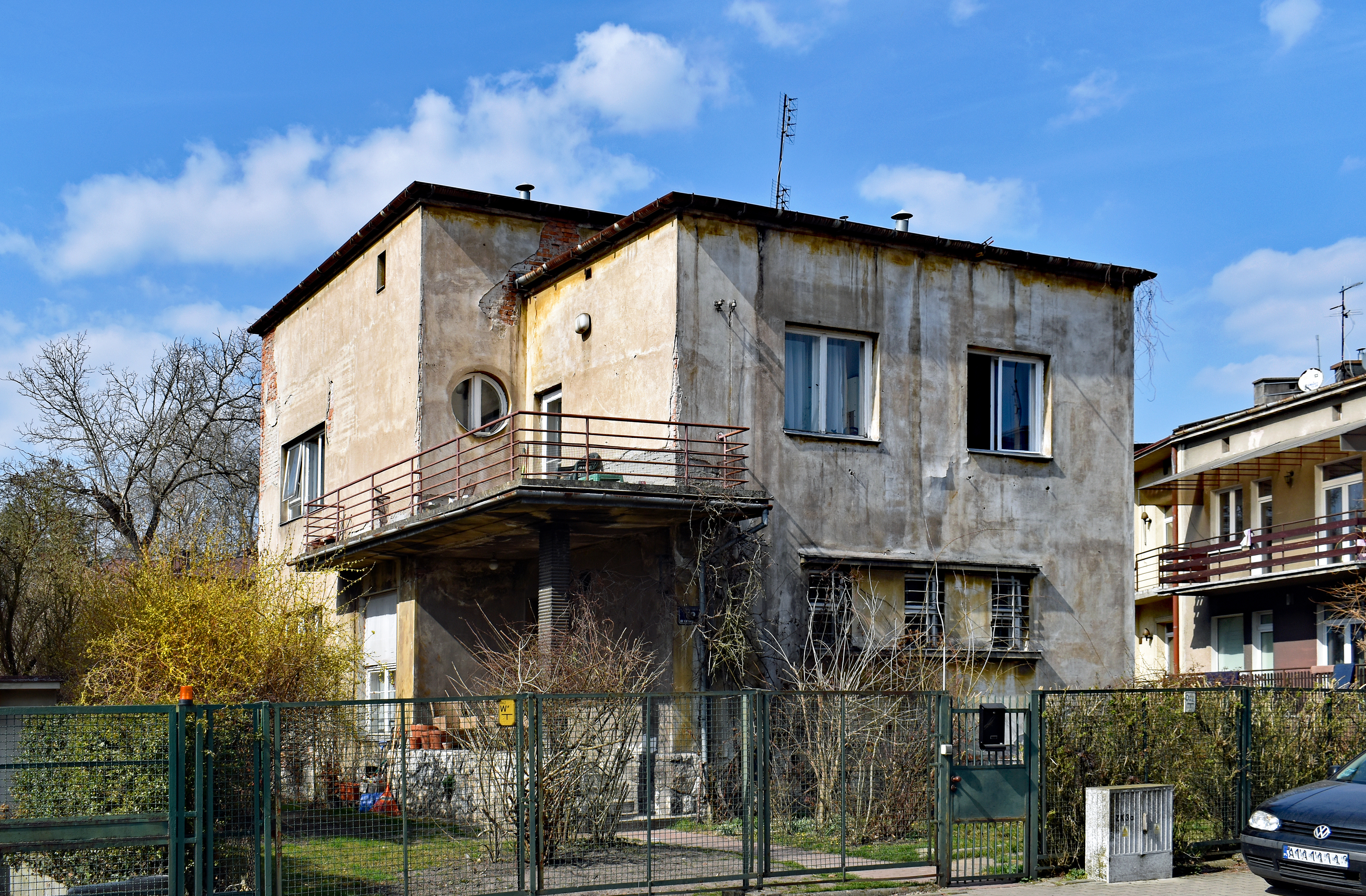
Willa na os. Cichy Kącik, 1936 Kraków ul. I. Domeyki 12